# AvaTrade
AvaTrade je irska burzovna posrednička kompanija. Tvrtka nudi trgovanje na brojnim tržištima, uključujući valute, sirovine, burzovne indekse, dionice kojima se trguje na burzi, opcije, kriptovalute i obveznice putem svojih trgovačkih platformi i mobilne aplikacije.

## Povijest
AvaTrade su osnovali kao Ava FX 2006. godine Emanuel Kronitz, Negev Nozatzky i Clal Finance Ltd.
U ožujku 2011. godine tvrtka je stekla ne-američke klijente eForex-a. U lipnju 2011. tvrtka je stekla kupce i robu kupaca izvan Europske unije od Finotec Trading UK Limited.
Godine 2013. AvaFX promijenio je ime u AvaTrade.

## Operacije
AvaTrade nudi spot trgovanje uglavnom putem MetaTradera 4 (MT4) i AvaTraderovog vlasničkog softvera. U kolovozu 2013. godine AvaTrade je predstavio Bitcoin trgovanje s CFD-om na platformama AvaTrader i MT4.

### Regulacija
AvaTrade regulira u EU -u Središnja banka Irske, u Australiji Australska komisija za vrijednosne papire i ulaganja, u Japanu Agencija za financijske usluge, Japansko udruženje za financijske budućnosti i Japansko udruženje robnih dobara, a na Britanskim Djevičanskim otocima Komisija za financijske usluge BVI -a. Tvrtka nudi svoje usluge trgovcima iz različitih zemalja, osim iz SAD -a, Novog Zelanda, Belgije.

## Kritika
U travnju 2018. godine Uprava za potrošače i financije Saskatchewana izdala je upozorenje tvrtki zbog korištenja neregistrirane internetske platforme.